# Liste der Ministerien in Norwegen
Die Liste der Ministerien in Norwegen zeigt die Ministerien in Norwegen. 
| Ressort                                                      | Name                                  | Bild | Gründung |
| ------------------------------------------------------------ | ------------------------------------- | ---- | -------- |
| Amt des Ministerpräsidenten                                  | Statsministerens kontor               |      | 1956     |
| Ministerium für Auswärtige Angelegenheiten                   | Utenriksdepartementet                 |      | 1905     |
| Finanzministerium                                            | Finansdepartementet                   |      | 1819     |
| Ministerium für Arbeit und soziale Teilhabe                  | Arbeids- og inkluderingsdepartementet |      | 2004     |
| Ministerium für Kinder, Jugend und Familie                   | Barne- og familiedepartementet        |      | 1956     |
| Verteidigungsministerium                                     | Forsvarsdepartementet                 |      | 1885     |
| Ministerium für Gesundheit und Pflege                        | Helse- og omsorgsdepartementet        |      | 2004     |
| Ministerium für Justiz und Öffentliche Sicherheit            | Justis- og beredskapsdepartementet    |      | 1818     |
| Ministerium für Kommunalverwaltung und regionale Entwicklung | Kommunal- og distriktsdepartementet   |      | 1948     |
| Ministerium für Kultur und Gleichstellung                    | Kultur- og likestillingsdepartementet |      | 1990     |
| Ministerium für Bildung und Wissenschaft                     | Kunnskapsdepartementet                |      | 1814     |
| Ministerium für Landwirtschaft und Ernährung                 | Landbruks- og matdepartementet        |      | 1900     |
| Ministerium für Klima und Umwelt                             | Klima- og miljødepartementet          |      | 1972     |
| Ministerium für Wirtschaft und Fischerei                     | Nærings- og fiskeridepartementet      |      | 2014     |
| Ministerium für Energie                                      | Energidepartementet                   |      | 1997     |
| Ministerium für Verkehr                                      | Samferdselsdepartementet              |      | 1946     |